# كارثة منصة إطلاق بليسيتسك

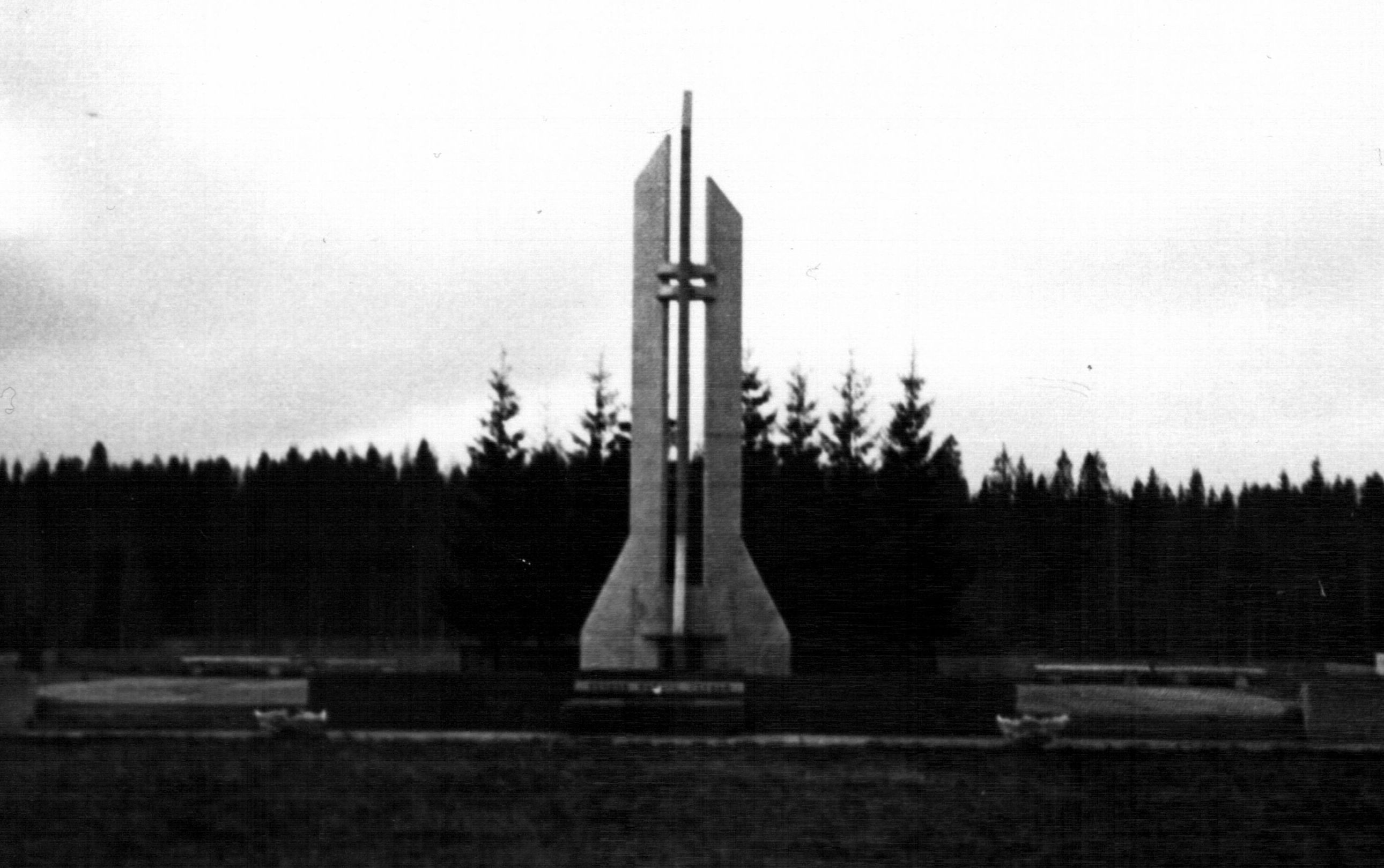
كارثة منصة إطلاق بليسيتسك 1980

وقعت كارثة منصة إطلاق بليسيتسك 1980 عندما انفجر صاروخ فوستوك-2 إم الذي كان يحمل قمر اصطناعي من سلسة تسيلينا دي أثناء التموين بالوقود في موقع 43 في ميناء بليسيتسك الفضائي في مدينة ميرني السوفيتية في الساعة 19:01 بالتوقيت المحلي (16:01 بتوقيت جرينتش) في 18 مارس 1980، وذلك قبل ساعتين و15 دقيقة قبل وقت الإطلاق. توفي 44 شخصًا في الحريق الأولي وتوفي 4 آخرون في المستشفى نتيجة الحروق. هذا الحادث هو ثاني حوادث استكشاف الفضاء فتكًا في التاريخ.

## تسلسل الأحداث
نصب الصاروخ على منصة الإطلاق في 17 مارس. جرت عدة اختبارات تمهيدية دون مشاكل قبل التزود بالوقود. كان من المخطط إطلاق الصاروخ في 21:16 يوم 18 مارس. وقبل بضع ساعات من الإطلاق، ملأت خزانات الصاروخ بالكيروسين في 19:00 وقبل ذلك أضيف الأكسجين السائل والنتروجين السائل في خزانات جانبية. بعد إتمام إضافة بيروكسيد الهيدروجين، وقع انفجار ضخم في الموقع في الساعة 19:01؛ تُوفي 44 شخصًا على الفور وأصيب 43 بحروق ونُقلوا للمستشفيات، حيث توفي 4 منهم هناك. العديد من الناجين عانوا من حروق شديدة وأضرار بالرئتين. أبلغ ما يزيد عن 80% من شهود العيان الناجين أن الانفجار الأول وقع في الكتلة إي من الصاروخ وتبع ذلك انفجارات ثانوية عدة. دمر الوقود الذي كان وزنه 300 طن منصة الإطلاق والمنطقة المحيطة.

## التعتيم الإعلامي
لم يتناول الإعلام السوفيتي الحادثة، والتي أشار إليها الإعلام الغربي فقط بعد رفع السرية في 1989. جاء في صحيفة برافدا أن الإطلاق كان ناجحًا ولم يُذكر أي شيء بخصوص الانفجار.